# Božićno seoce kod Hrama
Božićno seoce kod Hrama је manifestacija kompanije Color Media Communications koja se u saradnji sa Hramom Svetog Save i pod pokroviteljstvom Grada Beograda i Gradske opštine Vračar održava ispred Hrama svetog Save u Beogradu. Cilj ove manifestacije je da se verski praznici koji se slave tokom januara meseca objedine i obeleže na istoj lokaciji, platou ispred Hrama Svetog Save, a uz blagoslov Patrijarha srpskog. Prvi put je održana januara 2018. godine.

## Božićno seoce kod Hrama 2018.
Prvi put je ova manifestacija održana od 4. do 28. januara 2018. godine. Patrijarh srpski Irinej otvorio je manifestaciju, a Srpska Pravoslavna Crkva i gradske vlasti tada su najavile da će se ovakvа okupljanja održavati tradicionalno.
Otvaranju prvog „Božićnog seoceta kod Hrama” prisustvovali su i predsednica Narodne skupštine Maja Gojković, predstavnici Srpske pravoslave crkve, predsednik opštine Vračar, Milan Nedeljković, ministar spoljnih poslova, Nikola Selaković, zamenik gradonačelnika Beograda, Goran Vesić, te brojni građani i turisti. Tokom 24 dana ispred Hrama i u Kripti nastupilo je više od sto muzičkih izvođača, dečjih i crkvenih horova, vokalnih sastava, glumaca i plesnih trupa. Među izvođačima bili su Jelena Tomašević, Aleksandra Radović, Lena Kovačević, Sergej Ćetković, Dušan Svilar, bendovi „Neverne bebe”, „357” i „Bistrik”, horovi „Mokranjac” i „Jedinstvo”.

## Božićno seoce kod Hrama 2019.
Manifestacija „Božićno seoce kod Hrama” drugi put je odžana od 4. do 28. januara na platou ispred Hrama Svetog Save na Vračaru. Tradicionalno, manifestaciju je otvorio patrijarh srpski Irinej. Posetioci su imali priliku da zajedno proslave Badnje veče i Božić, dočekaju Julijansku Novu godinu, Bogojavljenje i obeleže slave – Svetog Stefana, Svetog Vasilija i Svetog Savu.
Ovom prilikom je na plaotu ispred Hrama Svetog Save nastupio veliki broj muzičkih izvođača među kojima su bili Sergej Ćetković, Aleksandra Radović, Lena Kovačević, Dušan Svilar, „Neverne bebe”, Nikola Grbić Grba i Trinitus bend, Snežana Đurišić, Marinko, Nikola i Marko Rokvić uz orkestar RTS-a, Viki Miljković, Aco Pejović, Sanja Đorđević i mnogi drugi.

## Božićno seoce kod Hrama 2020.
„Božićno seoce kod Hrama” održano je treći put od 4. do 20. januara 2020. godine. Manifestaciju su treću godinu zaredom otvorili patrijarh srpski Irinej i Nikola Selaković. Kao i prethodne dve godine manifestacija je imala isti cilj, objedinjenu  proslavu januarskih praznika.
Program festivala započet je u Kripti Hrama Svetog Save, gde je patrijarh Irinej podelio božićne paketiće deci iz mnogodetnih porodica, a u organizaciji Verskog dobrotvornog starateljstva. Program svečanog otvaranja obeležile su numere u izvođenju Reprezentativnog orkestra Policije Srbije, a potom je usledio koncert Sanje Ilića & Balkanike.
Na Badnji dan, 6. januara, građani su mogli da donesu svoje badnjake ispred Hrama gde je organizovano paljenje badnjaka, a potom i da prisustvuju svetoj liturgiji. Dan kasnije, na Božić, 7. januara, organizovano je tradicionalno lomljenje česnice, dok je doček Julijanske Nove godine obeležen muzičkim programom.
Pored koncerta Balkanike, prisutni su mogli da uživaju u muzici „Tropiko benda”, Nevernih beba, Filipa Žmahera, Sergeja Ćetkovića, Lene Kovačević i Dušana Svilara, dok su u toku trajanja festivala, odigrane i dve predstave „Jazavac pred sudom” i „Sve će to narod pozlatiti”. Svi zainteresovani mogli su da pogledaju i izložbu Mati Jefimije, a u okviru festivala održano je i polufinale i finale međunarodnog kviza „Nemanjići”, u organizaciji fondacije „Mir Božiji” a povodom jubileja osam vekova autokefalnosti Srpske Pravoslavne Crkve. Festival je 2020. godine obogaćen novim programima. Svakoga dana jedna od ambasada u Beogradu bila je domaćin „Raspevane jelke”, a ambasadori su govorili o novogodišnjim i božićnim običajima u svojoj zemlji. Prvi put je organizovana i zona „Ski koliba”, a pokrenuta je i humanitarna akcija „Božićno seoce daruje” tokom koje organizator daruje božićne paketiće najmlađima.
Usled pandemije virusa korona 2021. godine manifestacija „Božićno seoce kod Hrama” nije održana.

## Galerija
- Hram svetog Save u Beogradu
- Dekoracija Božićnog seoca kod Hrama
- Božićno seoce kod Hrama
- Božićno seoce kod Hrama
- Božićno seoce kod Hrama
- Božićno seoce kod Hrama
- Božićno seoce kod Hrama